# Posición de descerebración
La posición de descerebración, como la posición de decorticación, es una postura espontánea y anormal del cuerpo humano, útil para discernir posibles causas de alteración profunda de la conciencia (ocho puntos o menos en la escala de Glasgow). 

## Disposición anatómica
- Consiste en la extensión, aducción y rotación interna de los brazos dispuestos paralelamente a las piernas, los puños cerrados, y extensión de las piernas, con los dedos de los pies mirando hacia abajo, a la vez que rigidez generalizada del cuerpo, la cabeza y el cuello combados hacia atrás.

## Significación clínica
- En una persona en situación comatosa, la postura sugiere una afectación neurológica grave, con daño del tallo cerebral superior (tronco del encéfalo).